# Staffan de Mistura
Staffan de Mistura (Estocolmo, 25 de enero de 1947) es un diplomático italo-sueco, funcionario de las Naciones Unidas y exmiembro del gobierno italiano. Desde el 1 de noviembre de 2021 es el enviado especial de la Secretaría General de Naciones Unidas para el Sáhara Occidental.  

## Trayectoria
Ha trabajado durante su carrera en diferentes agencias de Naciones Unidas y formando parte del Gobierno de Italia, como Viceministro y Subsecretario de Asuntos Exteriores durante el Gobierno del Primer ministro Mario Monti.  
De Mistura ha trabajado anteriormente en Naciones Unidas como Representante Especial del Secretario General en Irak (2007-2009) y Afganistán (2010-2011), representante personal del Secretario General de la ONU para el Sur de Líbano (2001-2004), y Director del Centro de Información de Naciones Unidas en Roma (2000-2001).  Sus misiones lo llevaron notablemente a ir a Afganistán, Irak, Ruanda, Somalia, Sudán o incluso a la ex Yugoslavia. Staffan de Mistura ha completado casi treinta misiones de las Naciones Unidas (ONU), alentando el diálogo político, dirigiendo la asistencia humanitaria, los esfuerzos de desarrollo y reconstrucción, y supervisando algunas elecciones. 
En 2013, fue director de Operaciones en Villa San Michele, en Anacapri. De 2014 a 2019, fue el Enviado Especial de las Naciones Unidas para Siria. Fue el tercero en ocupar el cargo. Le precedió Kofi Annan quien estuvo en este cargo apenas unos meses y abandonó por la falta de colaboración de las partes implicadas. En octubre de 2018 de Mistura anunció que dejaría su puesto de enviado especial a finales de noviembre por "razones personales". El 31 de octubre el Secretario General de la ONU aprobó el nombre del diplomático noruego Geir Pedersen como sustituto.
Desde septiembre de 2019, Staffan de Mistura es profesor en la Paris School of International Affairs (PSIA) en Sciences Po Paris y miembro visitante principal en el Instituto Jackson para Asuntos Globales en la Universidad de Yale.
El 6 de octubre de 2021 el secretario general de la ONU António Guterres formalízó su nombramiento como nuevo enviado especial para el Sáhara Occidental casi dos años después de que dimitiera el expresidente alemán Horst Köhler en mayo de 2019. El respaldo del gobierno de Marruecos para su nombramiento llegó a mediados de septiembre de 2021. Inicia su mandato como enviado especial el 1 de noviembre de 2021.